# Switłana Taratorina
Switłana Taratorina (Світлана Володимирівна Тараторіна, ur. 25 września 1985 w Rozdolnym) – ukraińska pisarka, menadżerka PR i dziennikarka. Na język polski została przetłumaczona jej debiutancka powieść Lazarus, powieść Dom Soli i kilka opowiadań.
Współzałożycielka ukraińskiego stowarzyszenia literackiego „Fantastyczne talk(s)”, wraz z czterema innymi ukraińskimi pisarkami fantasy – Natalią Dowgopoł, Iryną Grabowską, Natalią Matoliniec i Darią Piskozub.

## Nagrody i wyróżnienia
- 2018 – Nagroda „LitAccent roku 2018” (ЛітАкцент року) w kategorii „Proza” za książkę Lazarus[2]
- 2018 – „Fantasy Roku 2018” («Фентезі року 2018) przyznanej przez fanzin „Świat fantasy” (Світ Фентезі) za książkę Lazarus[3]
- 2019 – Nagroda specjalna Ukraińskiego Instytutu Książki w konkursie „BookForum Best Book Award” za książkę Lazarus[4]
- 2019 – Nagroda Chrysalis Award 2019 Europejskiego Towarzystwa Science Fiction za najlepszy debiut[5]

## Wybrana twórczość

### Powieści
- 2018 – Lazarus[6] (ukr. Lazarus, Лазарус)
- 2023 – Dom soli[7] (ukr. Dim soli, Дім солі)

### Literatura dziecięca
- 2020 – Otsya Mariya zviriv malyuvala. Khudozhnya biohrafiya Mariyi Prymachenko dlya ditey, Оця Марія звірів малювала. Художня біографія Марії Примаченко для дітей

### Komiks
- 2021 –  Zvuky myru, Звуки миру